# Freestyle ai XXIV Giochi olimpici invernali
Le gare di freestyle ai XXIV Giochi olimpici invernali di Pechino in Cina si sono svolte dal 3 al 19 febbraio 2022 presso il Big Air Shougang di Pechino e il Genting Snow Park di Zhangjiakou.

## Calendario
| Q | Qualificazioni | F | Finale |

| Febbraio 2022        | 3 | 4 | 5 | 5 | 6 | 6 | 7 | 8 | 9 | 10 | 11 | 12 | 13 | 14 | 15 | 16 | 17 | 17 | 18 | 18 | 19 |
| -------------------- | - | - | - | - | - | - | - | - | - | -- | -- | -- | -- | -- | -- | -- | -- | -- | -- | -- | -- |
| Gobbe maschile       | Q |   | Q | F |   |   |   |   |   |    |    |    |    |    |    |    |    |    |    |    |    |
| Gobbe femminile      | Q |   |   |   | Q | F |   |   |   |    |    |    |    |    |    |    |    |    |    |    |    |
| Big air maschile     |   |   |   |   |   |   | Q |   | F |    |    |    |    |    |    |    |    |    |    |    |    |
| Big air femminile    |   |   |   |   |   |   | Q | F |   |    |    |    |    |    |    |    |    |    |    |    |    |
| Salti maschile       |   |   |   |   |   |   |   |   |   |    |    |    |    |    | Q  | F  |    |    |    |    |    |
| Salti femminile      |   |   |   |   |   |   |   |   |   |    |    |    | Q  | F  |    |    |    |    |    |    |    |
| Salti misto          |   |   |   |   |   |   |   |   |   | F  |    |    |    |    |    |    |    |    |    |    |    |
| Slopestyle maschile  |   |   |   |   |   |   |   |   |   |    |    |    |    | Q  | F  |    |    |    |    |    |    |
| Slopestyle femminile |   |   |   |   |   |   |   |   |   |    |    |    | Q  | F  |    |    |    |    |    |    |    |
| Halfpipe maschile    |   |   |   |   |   |   |   |   |   |    |    |    |    |    |    |    | Q  | Q  |    |    | F  |
| Halfpipe femminile   |   |   |   |   |   |   |   |   |   |    |    |    |    |    |    |    | Q  | Q  | F  | F  |    |
| Ski cross maschile   |   |   |   |   |   |   |   |   |   |    |    |    |    |    |    |    | Q  | Q  | Q  | F  |    |
| Ski cross femminile  |   |   |   |   |   |   |   |   |   |    |    |    |    |    |    |    | Q  | F  |    |    |    |

## Podi

### Uomini
| Evento                | Oro             | Punti      | Argento             | Punti     | Bronzo          | Punti         |
| Gobbe (dettagli)      | Walter Wallberg | 83,23      | Mikaël Kingsbury    | 82,18     | Ikuma Horishima | 81,48         |
| Big air (dettagli)    | Birk Ruud       | 187,75     | Colby Stevenson     | 183,00    | Henrik Harlaut  | 181,00        |
| Salti (dettagli)      | Qi Guangpu      | 129,00     | Oleksandr Abramenko | 116,50    | Il'ja Burov     | 114,93        |
| Slopestyle (dettagli) | Alexander Hall  | 90,01      | Nick Goepper        | 86,48     | Jesper Tjäder   | 85,35         |
| Ski cross (dettagli)  | Ryan Regez      | Ryan Regez | Alex Fiva           | Alex Fiva | Sergej Ridzik   | Sergej Ridzik |
| Halfpipe (dettagli)   | Nico Porteous   | 93,00      | David Wise          | 90,75     | Alex Ferreira   | 86,75         |

### Donne
| Evento                | Oro              | Punti          | Argento           | Punti             | Bronzo             | Punti       |
| Gobbe (dettagli)      | Jakara Anthony   | 83,09          | Jaelin Kauf       | 80,28             | Anastasia Smirnova | 77,72       |
| Big air (dettagli)    | Gu Ailing        | 188,25         | Tess Ledeux       | 187,50            | Mathilde Gremaud   | 182,50      |
| Salti (dettagli)      | Xu Mengtao       | 108,61         | Hanna Hus'kova    | 107,95            | Megan Nick         | 93,76       |
| Slopestyle (dettagli) | Mathilde Gremaud | 86,56          | Gu Ailing         | 86,23             | Kelly Sildaru      | 82,06       |
| Ski cross (dettagli)  | Sandra Näslund   | Sandra Näslund | Marielle Thompson | Marielle Thompson | Fanny Smith        | Fanny Smith |
| Halfpipe (dettagli)   | Gu Ailing        | 95,25          | Cassie Sharpe     | 90,75             | Rachael Karker     | 87,75       |

### Misto
| Evento                     | Oro                                                               | Punti  | Argento                                 | Punti  | Bronzo                                            | Punti  |
| Salti a squadre (dettagli) | Stati Uniti Ashley Caldwell Christopher Lillis Justin Schoenefeld | 338,34 | Cina Xu Mengtao Jia Zongyang Qi Guangpu | 324,22 | Canada Marion Thénault Miha Fontaine Lewis Irving | 290,98 |

## Medagliere
| Pos.   | Paese         | Oro | Argento | Bronzo | Totale |
| ------ | ------------- | --- | ------- | ------ | ------ |
| 1      | Cina          | 4   | 2       | 0      | 6      |
| 2      | Stati Uniti   | 2   | 4       | 2      | 8      |
| 3      | Svizzera      | 2   | 1       | 1      | 4      |
| 4      | Svezia        | 2   | 0       | 2      | 4      |
| 5      | Australia     | 1   | 0       | 0      | 1      |
| 5      | Norvegia      | 1   | 0       | 0      | 1      |
| 5      | Nuova Zelanda | 1   | 0       | 0      | 1      |
| 8      | Canada        | 0   | 3       | 2      | 5      |
| 9      | Bielorussia   | 0   | 1       | 0      | 1      |
| 9      | Francia       | 0   | 1       | 0      | 1      |
| 9      | Ucraina       | 0   | 1       | 0      | 1      |
| 12     | ROC           | 0   | 0       | 3      | 3      |
| 13     | Estonia       | 0   | 0       | 1      | 1      |
| 13     | Germania      | 0   | 0       | 1      | 1      |
| 13     | Giappone      | 0   | 0       | 1      | 1      |
| Totale | Totale        | 13  | 13      | 13     | 39     |